# Caprinocultura
Caprinocultura é o ramo da Zootecnia que trata da do estudo e da criação de cabras.

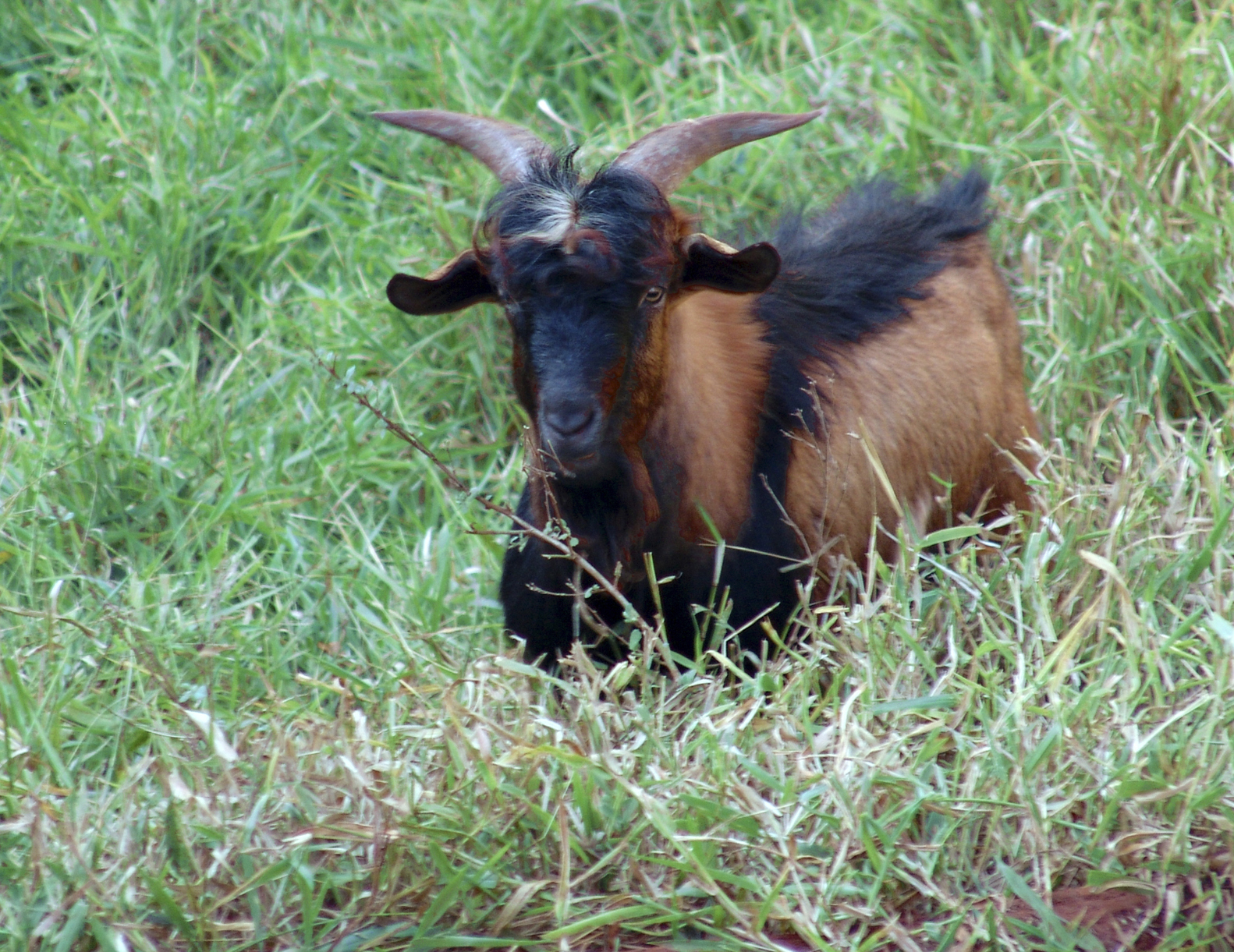
Cabra pastando

A cabra foi o primeiro animal a produzir alimentos (leite e carne) domesticado pelo homem, há cerca de 7.000 anos, servindo também para produzir couro, pêlo e esterco.
A cabra doméstica é a Capra hircus. Silvio Doria de Almeida Ribeiro, citando o Production Yearbook 1994, diz que a população mundial de caprinos é de 609 milhões de cabeças (em 1994). O leite de cabra é o terceiro mais consumido no mundo, depois do de vaca e do de búfala.
As principais raças caprinas leiteiras do mundo são as Alpinas (Saanen, Parda Alpina, Alpina Americana, Oberhasli, Toggenbourg e outras) e a Anglo-Nubiana. A principal raça caprina produtora de carne é a Boer. 
No Brasil foram desenvolvidas algumas raças "crioulas": a canindé, a moxotó, a mambrina, repartida e a marota. Em Portugal existem 6 raças caprinas autóctones.

## Situação atual da caprinocultura
Segundo a FAO (2001), o rebanho mundial de caprinos em 2.000 era de 715.297.550 cabeças, das quais 96% estão em países em desenvolvimento, com apenas 4%
nos países desenvolvidos. Há 40 anos o efetivo caprino dos países desenvolvidos era de 31,7 milhões de cabeças, sendo em 2001 de 29,1 milhões, o que representa um decréscimo de 9%, enquanto nos países em desenvolvimento esse número era de 315,9 milhões em 1961 e de 686,2 milhões em 2000, mostrando um aumento de 117%. 

Atualmente a China possui o maior rebanho mundial, com 148,4 milhões de cabeças, o que representa 20% do efetivo mundial. Em seguida vêm a Índia e o Paquistão. O Brasil fica na décima colocação, com um rebanho de 1.260.000 cabeças, cerca de 2% do rebanho mundial.

### No Brasil
Com relação à distribuição geográfica do efetivo caprino brasileiro, pelos dados do IBGE (2001), referentes ao censo agropecuário de 1996, o quadro apresenta um padrão idêntico ao mundial. Considerando-se as regiões Sul e Sudeste como desenvolvidas e Norte, Centro-Oeste e Nordeste como em desenvolvimento, 4% dos caprinos estão no primeiro grupo e 96% no segundo. Vale a pena ressaltar que 94% do rebanho nacional está na região Nordeste (majoritariamente no Sertão), onde prevalecem condições edafo-climáticas desfavoráveis. Nessa situação os caprinos assumem uma grande importância social, pois chegam a ser a única fonte de renda em determinadas circunstâncias e deles depende a sobrevivência de muitos sertanejos. Porém, talvez até mesmo associado a esse papel, mesmo no Nordeste, raras vezes a caprinocultura é vista como uma atividade empresarial e é frequentemente considerada uma atividade marginal, e não uma atividade pecuária de grande potencial econômico.
O próprio sertanejo, criador de "bode", evidencia claramente o seu preconceito, associando uma imagem de maior status a criação bovina, renegando a espécie que de fato o sustenta. Nas demais regiões do país, onde o efetivo é muito menor, muitos assimilam de maneira distorcida o conceito de "rusticidade" dos caprinos, imaginando que, se no Nordeste, onde as condições são precárias, se produz "bode", os resultados obtidos em condições mais "favoráveis" seriam muito melhores. A realidade não é bem essa, e sob certos aspectos é mais difícil criar caprinos nas tais condições "favoráveis".
Muito se tem falado sobre a caprinocultura de corte nacional, particularmente sobre o seu futuro, pois de seu passado todos reconhecem a importância social, embora raras vezes seja levantado um exemplo de um empreendimento de sucesso. Dormentes - PE é hoje conhecida nacionalmente como a cidade que mais tem cultivado a caprinocultura é por isso que existe a Caprishow que atrai muitos turistas e criadores de bodes. Com a expansão da raça Bóer, o interesse pela caprinocultura de corte tomou proporção jamais vista na caprinocultura de corte mundial e esse efeito pode ser claramente percebido no Brasil. Porém, esse boom esteve em um primeiro momento muito mais associado à venda de animais puros para reprodução do que à produção de carne propriamente dita. Embora essa visão ainda seja a predominante, a cada dia evidencia-se que, para o desenvolvimento sustentável da atividade, muitos outros elementos devem ser adicionados à equação. Fica claro que a atividade só irá prosperar se evoluir como um todo, com os diversos elos da cadeia produtiva participando do processo e se tratada como um agronegócio, ou seja, com profissionalismo e uma visão empresarial.

## Os novos cenários
Alguns conceitos vêm transformando radicalmente as atividades pecuárias de interesse econômico. Embora não se esquecendo do papel social da  caprinocultura, essa nova realidade deve ser absorvida também por essa atividade. Deve-se enfocar o "agronegócio da caprinocultura", onde o objetivo não é produzir mais cabritos ou kg de carne por área ou por matriz: o objetivo é produzir mais lucro para o empresário. Logicamente, certos conceitos complementares não devem ser esquecidos, como sustentabilidade do investimento e a utilização de práticas ecologicamente adequadas. Diz respeito ao tratamento de uma atividade agropecuária como um negócio; e a "cadeia produtiva da caprinocultura", onde deve estar clara a ideia de que ninguém está sozinho na atividade. No assunto em questão, a produção de caprinos envolve desde os fornecedores de insumos até o consumidor final, passando pelos serviços de extensão e pesquisa, abatedouros, açougues, supermercados, restaurantes, curtumes, indústria calçadista e de vestuário, entre tantos outros elementos que poderiam aqui ser mencionados. No meio de tudo isso está o caprinocultor. Ele tem sido o foco das maiores atenções, mas o segmento menos organizado, que menos tem evoluído, que menos tem se tecnificado, e em consequência disso, o segmento que paga as contas. Acaba por sustentar os elos precedentes e posteriores da dita "cadeia produtiva". A partir do momento que ele se conscientizar de que desenvolve um agronegócio, vai se preocupar com seu desempenho econômico de uma forma mais abrangente, vai entender a importância da utilização de tecnologia mais adequada, e perceber que ao se reunir em associações e cooperativas ele beneficia o seu vizinho, mas que também é beneficiado com isso. Vai, então, visualizar com mais clareza que o sucesso de seus fornecedores depende do seu sucesso, e que ele também é responsável pelo sucesso do segmento para o qual fornece seu produto. Então entenderá que todos têm que participar da discussão do futuro da atividade. Se cada segmento der o seu quinhão de colaboração, todos se beneficiarão e a atividade poderá, de fato, prosperar.
Um dado importante e que deve ser a base de todo esse processo, é o mercado efetivo e potencial, e o que vem acontecendo com ele. Se observado o que vem acontecendo no Brasil nos últimos 50 anos, o quadro é desanimador: o consumo de carne é rigorosamente o mesmo nas últimas
4 décadas. Se, por outro lado, for avaliado o mercado potencial, e comparando-se o histórico de outras carnes, algumas simulações feitas para a Região Sudeste indicam que, para alcançar o consumo médio mundial per capita de carne caprina, o rebanho dessa região deveria se multiplicar
40 vezes. Se consideradas as perspectivas do mercado mundial, em especial dos países árabes, que já por mais de uma vez fizeram sondagens da possibilidade de importação do Brasil, evidencia-se um mercado potencial muito promissor.

## Sistemas de criação
Classicamente, existem três sistemas básicos de criação: intensivo, semi-intensivo e extensivo. Esses conceitos estão associados ao nível de tecnologia e produtividade, bastante elevada no primeiro, e precário ou quase inexistente no último. Portanto, a criação em pastejo rotacionado pode ser considerada um sistema intensivo, assim como a utilização racional da caatinga pode ser considerado semi-intensivo, da mesma forma que uma pastagem artificial utilizada sem um manejo adequado pose ser considerada um sistema intensivo.
Qualquer sistema de criação deve considerar uma série de áreas de atuação, conforme representado na Figura 1.Todos os itens estão interligados e os resultados só serão satisfatórios se a atuação ocorrer em todos os segmentos, de forma contínua, organizada e coordenada, com o nível de esforço necessário e compatível com cada setor. Principalmente, é fundamental o conceito de adequação ao sistema de produção, ou seja, o que funciona em uma situação não apresentará necessariamente os mesmos resultados em um sistema com características diferentes. Figura 1. Corrente representativa dos setores de atuação e de tomada de decisão dentro de um sistema de produção.

### Nutrição
Com relação à nutrição, o principal objetivo deve ser o de maximizar as potencialidades de cada região, aproveitando da melhor forma possível o que ela pode oferecer. Portanto, em região de terras férteis e clima favorável, deve-se considerar a utilização intensiva de insumos, buscando-se alta produtividade. Em regiões menos privilegiadas, deve-se buscar otimizar o seu potencial de produção sustentável, ou seja, o quanto é possível produzir, com investimentos passíveis de retorno, e de forma sustentável, sem degradar a vegetação existente e sem prejudicar o ambiente. Portanto, em algumas regiões haverá alimento suficiente para lotações de até 50 cabras por hectare e com animais prontos para o abate aos 4 meses de idade ou até menos. Em outras regiões, a lotação será medida em hectares por animal e o abate será muito mais tardio, pois caso utilize uma lotação muito elevada, os alimentos disponíveis simplesmente se extinguirão em pouco tempo. Uma situação não é necessariamente melhor do que a outra. É, sim, mais ou menos adequada a cada realidade. A identificação da potencialidade de cada região deverá determinar as opções alimentares mais adequadas.

### Instalações
Com relação às instalações, deve-se, inicialmente, definir com clareza quais as suas finalidades, como proteger os animais das intempéries climáticas e de predadores, dando-lhes maior bem estar, além de favorecer a rotina de trabalho e as práticas de manejo pertinentes. Um erro de concepção pode implicar dificuldades operacionais que teriam sido evitadas com um pouco mais de cuidado e atenção. Além disso, esse é um investimento realizado na fase de implantação do projeto, quando normalmente o fluxo de entradas ainda não se estabeleceu, e implica um elevado montante de recursos financeiros. Portanto, pode acarretar um impacto no tempo necessário para o investimento começar a retornar, mas também tem impacto nos custos variáveis, uma vez que pode influenciar no desempenho dos animais e da mão-de-obra.
Outro aspecto a considerar são as particularidades de cada região, tanto no que diz respeito aos fatores climáticos, quanto diz respeito aos materiais disponíveis. Certamente as instalações no Sertão de Pernambuco serão diferentes das necessárias para a Zona da Mata Mineira ou do Brejo Paraibano. Quanto ao nível de investimento, mais do que nunca se deve considerar sua relação benefício: custo, logicamente atrelado à disponibilidade de recursos. Ainda, vale ressaltar que as instalações não melhoram ao longo do tempo. Muito pelo contrário, pioram, se desgastam, se deterioram, sendo algo complexo e oneroso sua recuperação ou melhoria, diferente do que pode ser feito com os demais itens.

### Sanidade
A sanidade do rebanho deve ser consideradas em vários aspectos e momentos. No início de atividade, a preocupação deve ser definir com bastante clareza os cuidados a serem tomados, para começar com o rebanho "limpo". Esse é o melhor momento, talvez o único, para evitar a entrada de importante problemas sanitários no rebanho. A ideia de que no início da atividade não há necessidade de se preocupar muito com esse aspecto, que depois que as coisas tiverem mais organizadas é possível "limpar" o rebanho, é totalmente equivocada. Ainda nesse contexto, sempre que possível é conveniente a utilização de rebanho "fechado", ou seja, rebanhos onde, após a aquisição inicial de animais, só sai, entrando apenas animais utilizados para o melhoramento genético do rebanho. Nessa situação, minimiza-se o risco de entrada de novas doenças no rebanho.
Além das doenças, deve-se preocupar com caracteres indesejáveis no rebanho. É o caso da politetia, por exemplo. É uma características hereditária que, uma vez introduzida, dificilmente será erradicada. Outro aspecto diz respeito aos chifres: se a opção for por trabalhar com animais mochos ou descornados, a presença de alguns animais chifrudos poderá vir a ser um transtorno. Além disso, ao se utilizar fêmeas mochas deve haver um cuidado especial na escolha do machos, para se evitar problemas de intersexualidade. Esses cuidados devem ser ainda maiores quando se utiliza machos naturalmente mochos.
A outra linha de atuação diz respeito aos problemas sanitários introduzidos no criatório, muitos dos quais inevitáveis. Para eles, deve-se estabelecer práticas de rotina adequadas, para minimizar o seu aspecto. Em alguns casos o correto é a erradicação da doença. Em outros, o razoável são as práticas que minimizam os prejuízos e que permitam um convívio aceitável com a doença. Portanto, de uma forma em geral, esse assunto deve frequentemente ser considerado, desde o início da atividade e durante o seu transcorrer. Um momento de descuido pode colocar a baixo anos de trabalho sério e cuidadoso.

### Reprodução
O desempenho reprodutivo determina, em grande parte, a quantidade a ser comercializada e é através dela que o melhoramento genético se efetiva. Da fertilidade, principalmente quando associada à prolificidade, depende o número de animais nascidos. Mas de uma boa habilidade materna depende o número e as condições em que os cabritos são desmamados.
Alguns procedimentos simples podem ter um importante impacto em seu desempenho, como separação das crias antes de entrarem na idade reprodutiva, para evitar cruzamentos indesejáveis, escolha e manejo adequado dos reprodutores, suplementação alimentar estratégica.
Práticas mais sofisticadas permitem uma importante aceleração nos resultados, mas exigem uma grande organização do rebanho e níveis de investimento mais elevados. Encontram-se nessa situação a inseminação artificial e a transferência de embriões. A primeira deve se popularizar mais rapidamente, ainda porque é fundamental para programas de melhoramento mais consistentes. A segunda, ainda por um tempo, deverá ficar restritas aos criatórios de elite, que comercializam reprodutores e matrizes. De qualquer forma, mais uma vez o fundamental é definir quais as exigências e as potencialidades de cada sistema, e determinar as práticas de manejo reprodutivo mais
adequadas a cada um.

### Manejo
As práticas de manejo são totalmente dependentes do sistema de criação adotado, e devem ser definidas em sua função. Um conceito que deve ficar claro é que a produção de carne deve ser desenvolvida em sistemas bem mais simples do que a produção de leite. Como
a receita por matriz é substancialmente menor, o custo também deve ser reduzido ao mínimo, para que o investimento se viabilize. Esse aspecto leva a um outro ponto importante: a questão da escala, que deve ser bem maior na caprinocultura de corte do que na de leite.
As práticas de manejo estarão intimamente associadas a esses conceitos, pois na produção de carne um homem deverá ser responsável por um número de animais muito maior do que na exploração de leite. Isso implica encarar a atividade de uma maneira mais massal e simplificar ao máximo as diversas operações. Logicamente, sistemas mais intensivos terão uma maior demanda de mão-de-obra, mas isso deverá estar vinculado a um aumento de receita compatível.

### Melhoramento genético
Ele está intimamente ligado com todos os tópicos até aqui abordados. Da mesma forma que não existe o alimento perfeito, não existe a raça perfeita. Existe, sim, a raça, ou, talvez melhor, o tipo de animal mais adequado a cada sistema de produção. Porém, estranhamente, muitas vezes esse é o primeiro tema a ser considerado pelo interessado em ingressar na atividade. Na realidade se um dos últimos, vindo depois de um levantamento cuidadoso das potencialidades e limitações de cada situação.
Segundo Gipson, "todos os caprinos são de corte", uma vez que podem ser abatidos e consumidos. E esse conceito é compartilhado por muitos. Porém, quando se encara a caprinocultura de corte por um prisma empresarial, dando-lhe o enfoque de uma atividade especializada, existem muitas características desejáveis nos animais para que se obtenha bons resultados.
Deve-se buscar animais com um bom rendimento de carcaça, com uma proporção músculo: gordura: ossos adequada e com uma boa distribuição do músculo na carcaça. Ou seja, é conveniente um elevado rendimento de uma carcaça com um bom volume de músculo e a gordura necessária para garantir sua suculência, conservação e sabor, com uma maior
proporção de deposição muscular nos cortes mais nobres. Porém, isso não basta: não se pode esquecer a qualidade dessa carne. Nesse item devem ser consideradas as características visuais, sensoriais e nutricionais. Em outras
palavras, o o consumidor deve olhar para a carne e se sentir atraído por ela, mas essa manifestação favorável deve permanecer quando de seu consumo, com o atendimento às suas expectativas em termos de paladar. Se ainda for uma carne com aspectos nutricionais atraentes, como baixos níveis de colesterol, tanto melhor. Mas não basta: é fundamental um bom ritmo de crescimento, situação em que devem ser considerados os pesos e os ganhos em peso para diferentes idades. Muitas vezes os menos avisados se impressionam com reprodutores muito grandes e pesados, mas se esquecem que não é esse o tipo de animal habitualmente consumido. Portanto, deve-se buscar aquele animal que apresenta melhor desempenho para o peso de abate exigido pelo mercado em questão.
As características reprodutivas também devem ser consideradas, buscando-se animais que não sejam sazonais, com uma boa fertilidade e prolificidade, com um pequeno intervalo de partos e cabras com uma boa habilidade materna, que permitam a obtenção de um bom número de cabritos desmamados por cabra. Em outras palavras, é desejável que uma boa proporção das cabras conceba, mas que além disso seja gerado um bom número de cabritos por parto e que esses nascimentos ocorram com regularidade ao longo do ano. Mas não basta nascer: a cabra deve ser capaz de cuidar bem de sua(s) cria(s), favorecendo o seu desmameem boas condições. Se o intervalo de partos for curto, melhor ainda: o número de partos e, conseqüentemente, de crias desmamadas será maior ao logo da vida produtiva da cabra. Outros aspectos que também devem ser considerados são adaptabilidade e resistência a doenças. Os animais devem se adaptar e produzir de maneira eficiente em diferentes condições climáticas e de manejo, sendo susceptíveis a problemas sanitários como endoparasitoses.
Uma vez conhecidas as características desejáveis nos animais destinados à produção de carne, deve-se avaliar o material disponível na região ou para importação, para decidir com o que trabalhar. Ao se estudar a necessidade de importação de animais deve-se antes de tudo, comparar o desempenho da população existente e dos produtos de cruzamentos com a raça importada em questão. Se o desempenho da população local for superior, não se justifica a
importação, partindo-se então para a seleção do material disponível. Caso os cruzamentos com a raça exótica apresentam resultados superiores, deve-se avaliar que proporção dessa raça apresenta o melhor desempenho. Se forem os animais puros, o caminho são os cruzamentos absorventes; se forem animais cruzados, a informação necessária é qual a proporção de cada raça que permite o melhor desempenho. De um estudo sério e cuidadoso, buscando respostas a essas questões, é que deve partir a orientação ou não de uma nova raça e a forma mais adequada para sua utilização. Vale lembrar que na avaliação da melhor raça, ou proporção de raças, o que deve ser observado é o desempenho econômico dos produtos.

## Principais raças
Hoje existe uma verdadeira apologia aos caprinos Boer, raça de origem sul-africana que tem sido aclamada pelo mundo como a grande produtora de carne dos caprinos. De fato, trata-se de uma raça com excepcionais características: uma excelente carcaça, animais com um bom desempenho, mas o que de fato se conhece dessa raça nos dias de hoje? Embora o volume de informações disponíveis nos mais variados veículos de comunicação seja enorme, aquelas de boa qualidade, provenientes de trabalhos de pesquisa sérios e isentos, são raras. E
mais: é difícil identificar dentre um volume tão grande de informações no que de fato se pode confiar.
Uma informação equivocada que é freqüentemente apresentada com relação à raça Boer é de que ela é a única raça caprina especializada para corte. Ela pode até ser a melhor, mas certamente não é a única. Dentre outras, pode-se mencionar a Kiko, a Miotônica, a Spanish, a Savana e a própria Pygmy, além da Anglo Nubiana, considerada uma raça de dupla aptidão por excelência. Dentre as raças utilizadas para produção de carne caprino, no mundo, podem ser citadas:
- Boer - A raça tem esse nome por ser a palavra alemã que representa carne. Provavelmente é derivada de cabras indígenas africanas com possível contribuição de raças indianas e européias, no século passado. Os caprinos Boer "melhorados" surgiram no início deste século, quando um grupo de criadores iniciou a criação de um caprino tipo carne com boa conformação, alta taxa de crescimento e fertilidade, pelo branco curto e marcações vermelhas na cabeça e peito. Desde 1970 esta raça foi incorporada ao Esquema Nacional de Teste de desempenho de Ovinos e Caprinos de Corte da África do Sul, o que faz com seja a única raça caprina envolvida efetivamente em teste de desempenho para produção de carne. São animais grandes, com altura de 82 a 90 cm para os machos e 65 a 80 cm para as fêmeas. Quanto ao peso, os machos pesam de 80 a 90 kg e as fêmeas entre 50 e 70 kg, ainda que possam alcançar pesos maiores. Tem orelhas pendentes e chifres. Originalmente tinha pelo curto de cores variadas, mas atualmente é preferivelmente branca com cabeça e peito vermelhos.

- Kiko - Esta raça australiana de corte foi desenvolvida em duas décadas de seleção intensiva. Foi iniciada pelo cruzamento de cabras australianas selvagens (já descritas) com bodes de raças leiteiras (especialmente Anglo Nubiano), com a primeira geração de progênie fêmea sendo selecionada para conformação geral, vigor, temperamento prolificidade, taxa de crescimento e, especialmente, tamanho e, então, retrocruzadas com bodes leiteiros. A palavra Maori para carne é "Kiko".
- Miotônica ou Tennessee - São animais de tamanho médio, com pelagem branca, preta ou em faixas. Conta a história que todos os caprinos dessa raça nos Estados Unidos descendem de 4 animais deixados no Tennessee no início do século. São animais que sofrem de um miotonia hereditária, que faz com que os membros animais por vezes fiquem rígidos, por alguns segundos.

- Pygmy - É uma raça originária das West African Dwarf e apresentam principalmente uma coloração denominada Agouti, com marcas dorsais e faciais escuras. São animais pequenos, pesando de 15 a 25 kg. É um caprino resistente e adaptável a diversos climas. Também são utilizados como "pets".

- Anglo Nubiana - É considerada uma raça de dupla aptidão (carne e leite). Esta raça foi desenvolvida na Inglaterra a partir de raças indianas, africanas e européias leiteiras. São animais grandes, onde as fêmeas podem chegar a 90 kg e os machos, a 140 kg. Com pelagem de qualquer coloração, têm orelhas longas e pendentes.

Dentre os tipos raciais, citam-se:
- Spanish - São caprinos com origem não necessariamente espanhola ou mexicana, encontrados inicialmente no Texas, vindo de uma herança mista, havendo pouca padronização na aparência ou desempenho. Geralmente apresentam orelhas curtas.

- Australiana e Neozelandesa selvagem - Não são genuinamente animais selvagens, mas sim animais domésticos que fugiram ou foram libertados. Se intercruzaram amplamente com a maioria das raças, formando um grupo heterogêneo. Apresentam baixa produtividade nas condições em que vivem, mas têm considerável potencial para maiores produções em ambiente mais favorável. Tem sua importância pela sua disponibilidade e número, sendo abatidos e exportados para diversos países. Contudo, não há na literatura muitos resultados disponíveis de desempenho, no Brasil, da maioria destas raças.

Em termos de Brasil, especial atenção deve ser dada às raças nativas, como a Moxotó e a Canindé, e a grande maioria do rebanho nordestino, que não apresenta uma padronização, mas apresenta uma série de características comuns, são bem adaptadas àquelas condições e que constituem o grande efetivo nacional.

### Considerações finais
Se as considerações fossem baseadas na situação atual da caprinocultura de corte nacional, nos índices de produtividade alcançados pelos produtores e na adequação dos sistemas às diferentes realidades, o quadro seria desanimador. A outra alternativa é considerar o potencial do Brasil para o desenvolvimento dessa atividade, o tamanho do rebanho nacional e as perspectivas de mercado tanto nacional quanto mundial. A opção mais adequada parece ser reconhecer as limitações atuais da atividade, tanto no campo tecnológico quanto de organização, para determinar onde há necessidade de maior atenção e investimento, seja por parte dos produtores, seja por parte dos fornecedores de insumos, consumidores e governo. Se isto for feito de maneira séria e organizada, o Brasil poderá, em breve, ser o mais importante país no cenário da caprinocultura de corte mundial. Se isso não for feito, se prevalecer o interesse de uns poucos, de grandes lucros hoje e nenhuma preocupação com o amanhã, a caprinocultura será mais uma atividade mal explorada, onde poucos ganharão muito e a maioria esmagadora amargará repetidos prejuízos.